# Andy Marshall
Andrew John "Andy" Marshall est un footballeur anglais, né le 14 mai 1975 à Bury St Edmunds en Angleterre. Il évoluait comme gardien de but.

## Palmarès
- Millwall FC
  - Finaliste de la Coupe d'Angleterre : 2004